# Blyth Spartans AFC
Blyth Spartans Association Football Club is een Engelse voetbalclub uit Blyth, Northumberland. Ze komen uit in de Northern Premier League Premier Division, het zevende niveau van het Engelse voetbal, en spelen hun thuiswedstrijden op Croft Park.
De club werd in 1899 opgericht door Fred Stroker. Hij vond het gepast om het team naar het Griekse Spartaanse leger te vernoemen in de hoop dat de spelers alles zouden geven terwijl ze de 'strijd' aan gingen op het speelveld. De club is in Engeland vooral bekend vanwege hun FA Cup-run van 1977–78, waarin ze begonnen in de eerste kwalificatieronde en helemaal doordrongen tot de vijfde ronde van het hoofdtoernooi, alvorens hierin verslagen te worden door Wrexham AFC na een replay.

## Geschiedenis

### Beginjaren
Blyth Spartans Association Football Club werd opgericht in 1899 door Fred Stroker, die de eerste secretaris van de club was voordat hij een artsenpraktijk in Harley Street opende. In het begin speelde de club enkel vriendschappelijke wedstrijden totdat ze in 1901 toetrad tot de East Northumberland League. Datzelfde jaar werd de ploeg kampioen, een prestatie die herhaald werd in 1906 en 1907. De club sloot zich toen aan bij de Northern Football Alliance, waar ze zes seizoenen vertoefden. In 1908/09 en 1912/13 wonnen ze de competitie. In 1913 ging de club een stap omhoog en voegde zich bij de semi-professionele teams in de North Eastern League, waar ze bleven totdat de competitie in 1958 ophield met bestaan. Door sterke concurrentie won de ploeg in deze periode weinig prijzen. Één keer won het de titel, in 1937.
Na meerdere malen van competitie gewisseld te zijn, sloot Blyth Spartans zich in 1964 aan bij de Northern League. Dit was een voorbode voor succes. In het eerste seizoen eindigde de ploeg weliswaar onderaan, maar door de jaren heen ging Blyth Spartans steeds beter presteren. In de jaren zeventig en tachtig zou de club de Northern League domineren en won het tien keer de titel. De ploeg werd tussen 1979 en 1984 zelfs vijfmaal op rij kampioen, een bijzondere prestatie. Het was dan ook gedurende deze periode dat de club aandacht kreeg van de landelijke Engelse media, vanwege hun FA Cup-run in het seizoen 1977/78.

### FA Cup-stunt
Blyth Spartans startte dat seizoen in de eerste kwalificatieronde en moest vier tegenstanders verslaan om het hoofdtoernooi te bereiken. Dankzij overwinningen op Burscough FC, Chesterfield en Enfield bereikte Blyth Spartans voor het eerst in haar geschiedenis de vierde ronde van het bekertoernooi. Een aantal jaar eerder, in 1971/72 had de ploeg de derde ronde gehaald door Crewe Alexandra en Stockport County uit de Football League uit te schakelen. In de vierde ronde mocht het nietige Blyth Spartans op bezoek op Victoria Ground om aan te treden tegen tweedeklasser Stoke City. Tegen alle verwachtingen in won Blyth Spartans met 2-3 dankzij een doelpunt in de slotfase. Hiermee schaalde Blyth Spartans zich in een select rijtje van non-league clubs die de vijfde ronde van de FA Cup haalden. In de vijfde ronde bleek vierdeklasser Wrexham uiteindelijk te sterk, zij het pas na een replay.

### Northern Premier League
In 1994 werd Blyth Spartans toegelaten tot Division One van de Northern Premier League. Hier werd de ploeg gelijk kampioen met twee punten voorsprong op Bamber Bridge FC en promoveerde naar de Premier Division. Voor meer dan tien jaar zou de club uit Blyth in deze competitie bivakkeren. In deze periode stuntte de ploeg nog tweemaal in de beker, tegen Bury in 1995 en tegen Blackpool in 1998. In 2006 werd Blyth Spartans kampioen en promoveerde naar de Conference North. Het eerste seizoen werd afgesloten op een verdienstelijke zevende plek, maar hierna kreeg de ploeg het steeds zwaarder en eindigde het voornamelijk in het rechterrijtje. In 2012 ging het mis en degradeerde de ploeg terug naar de Northern Premier League Premier Division. Het was de eerste keer in de 113-jarige geschiedenis dat de ploeg degradeerde.

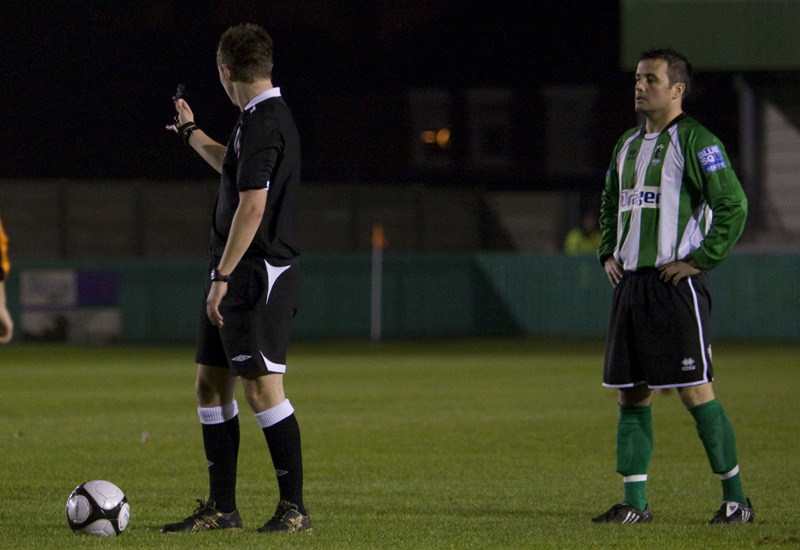
Paul Brayson in het shirt van Blyth Spartans in 2009.

### Recente jaren
De club had het zwaar met de terugkeer in de Northern Premier League en eindigde het eerste seizoen op een teleurstellende zestiende plaats. Wel haalde de ploeg het volgende seizoen wederom de derde ronde van de FA Cup, na eerder Altrincham en Hartlepool United te hebben verslagen. Hierin bleek Birmingham City echter met 2-3 te sterk. In 2017 werd de ploeg kampioen van de Northern Premier League Premier Division. Het succes van de club betekende dat de Spartans opnieuw werden gepromoveerd naar de National League North, vijf jaar na hun degradatie in 2012. In 2019 plaatste Blyth Spartans zich voor de play-offs om promotie naar het vijfde niveau. Dit bleek te hoog gegrepen en ze werden in de kwartfinale al uitgeschakeld, door Altrincham. In 2024 degradeerde Blyth Spartans naar het zevende niveau. Een jaar later degradeerde de ploeg andermaal.